# وليام والاس سميث بليس
وليام والاس سميث بليس (بالإنجليزية: William Wallace Smith Bliss)‏ (و. 1815 – 1853 م) هو ضابط من الولايات المتحدة الأمريكية. ولد في مقاطعة تود.
توفي في باسكاغولا، عن عمر يناهز 38 عاماً. بسبب حمى صفراء.

## التعليم
تعلم في الأكاديمية العسكرية الأمريكية.